# Ophiacantha marsupialis
Ophiacantha marsupialis is een slangster uit de familie Ophiacanthidae.
De wetenschappelijke naam van de soort werd in 1875 gepubliceerd door Theodore Lyman.